# تپه شکه ۱
تپه شکه ۱ مربوط به هزاره اول قبل از میلاد - سده‌های اولیه و میانه دوران‌های تاریخی پس از اسلام است و در شهرستان میانه، بخش مرکزی، دهستان کله بوز شرقی، محل قدیمی روستای شکه واقع شده و این اثر در تاریخ ۲۷ آبان ۱۳۸۶ با شمارهٔ ثبت ۲۰۱۹۷ به‌عنوان یکی از آثار ملی ایران به ثبت رسیده است.